# Изенбург (княжество)
Княжество Изенбург (нем. Fürstentum Isenburg) — немецкое государство, существовашее с 1806 по 1815 год на территории нынешней земли Гессен. Как член Рейнского союза находилось под протекторатом французского императора Наполеона Бонапарта. Состояло из территорий князей Изенбургских и Бюдингенских в Бирштайне и графов дома Изенбургских и Бюдингенских, которые ранее подчинялись Священной Римской империей: Изенбург-Бюдинген-Бюдинген, Изенбург-Бюдинген-Меерхольц и Изенбург-Бюдинген-Вехтерсбах.

## География
Княжество было разделено на два анклава: левый находился южнее Майнца (включал в себя Оффенбах-ам-Майн, Ной-Изенбург, Шпрендлинген и Драйайх), правый был севернее Кинцига и состоял из Бирштайна, Венингса и графств Изенбург-Бюдинген-Бюдинген, Изенбург-Бюдинген-Меерхольц и Изенбург-Бюдинген-Вехтерсбах). В 1806 году между их разделяло оккупированное французами княжество Ханау, которое с 1810 года перешло к Великому герцогству Франкфуртскому.
В 1806 году южная часть на западе граничила с Великим герцогством Гессен и городом Франкфурт, и княжеством Ханау на севере. Северная часть княжества граничила на северо-западе с Великим герцогством Гессен, на северо-востоке с княжеством Фульда (с 1810 г. департамент Фульда в составе Великого герцогства Франкфуртского), а на юге с княжеством Ханау и княжество Ашаффенбург (с 1810 г. департамент Ашаффенбург в составе Великого герцогства Франкфуртского).
Северная часть княжества сейчас находится в районах Майн-Кинциг и Веттерау, южная часть — в районе и городе Оффенбах, городах Эппертсхаузен и Мюнстер в районе Дармштадт-Дибург и город Гейнсхайм в районе Гросс-Герау.
Территория княжества Изенбург занимала около 790 км² (14 квадратных миль). очного картографирования не было. Низшим уровнем государственного управления была канцелярия, также известная как «суд», которых в княжестве было 17. Было четыре флекена, 93 деревни, семь замков, 33 фермы и четыре города (Бюдинген, Драйайхенхайн, Вехтерсбах и Венингс). Столичный «город» Оффенбах, как и резиденции в Бирштайне и Лангензельбольде не имели городских прав.

## Государственное устройство

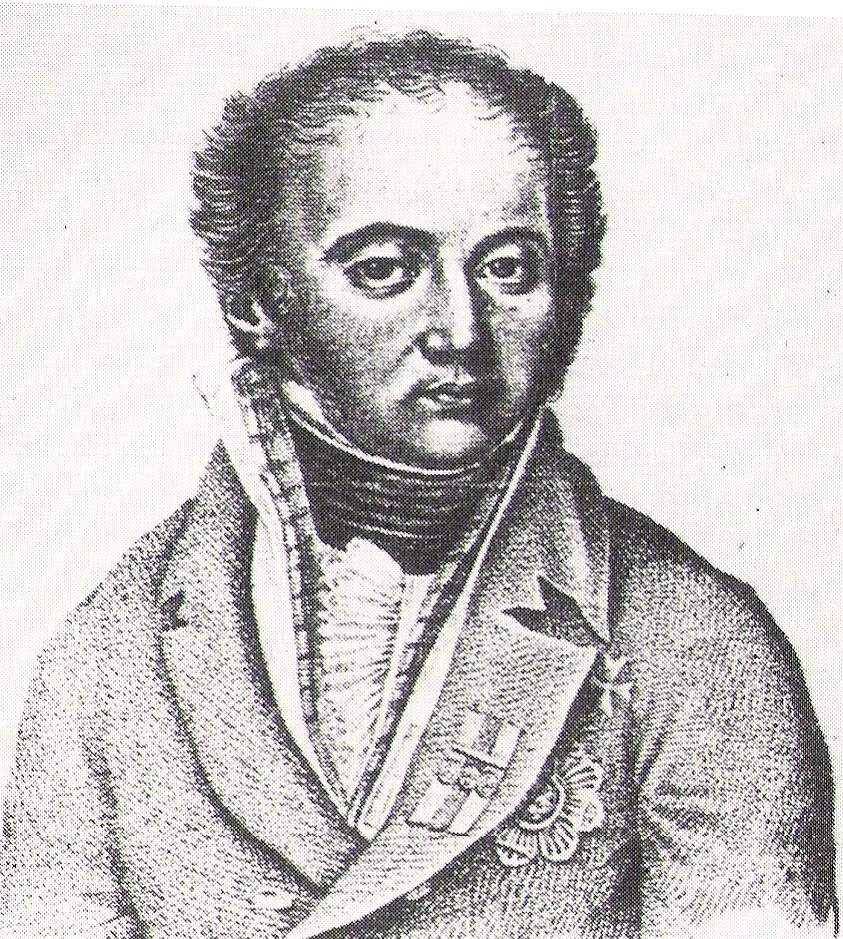
Карл Фридрих Людвиг Мориц цу Изенбург-Бирштейн (1766—1820).

Главой государства был суверенный принц Изенбургский Карл Фридрих (или Карл Фридрих цу Изенбург-Бирштейн). Однако суверенитет ограничивался двумя факторами: территория страны была относительно небольшой, а сама она была частью Рейнского союза, политику которого определял Наполеон. Как и другие правители союза, Карл Фридрих не был суверенен в вопросах внешней политики, объявления войны, ведения войны, размещения и содержания вооруженных сил.

### Правительство и администрация
Руководители высшей власти в княжестве были организованы коллегиально, как это было принято в то время. Они базировались в городе Оффенбах-ам-Майн:
- высшая консистория, церковные и школьные власти,
- Ренткамера, налоговые органы
- Оберамт, полиция и судебные органы.

Главой правительства был опытный юрист и дипломат Вольфганг фон Гольднер, который работал тайным советником у отца Карла Фридриха Вольфганга Эрнста II Изенбургского и Бюдингенского, и благодаря своему покровителю в 1801 году получил от императора Священной римской империи Франца II титул фрайгерра. Гольднер и принц были ровесниками и сторонниками Наполеона.

## Армия

#### 1806—1813

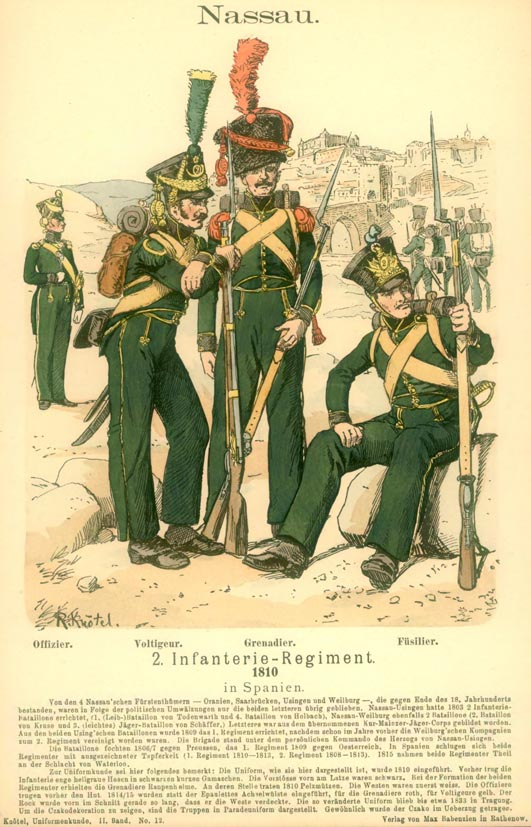
Слева направо: офицер, вольтижёр, гренадёр и фузилёр 2-го Изенбургского пехотного полка в Испании (1810 год).

По законодательству Рейнского союза Франция заключила союз как с самим объединением, так и с входящими в него государствами. Княжество должно было выставить три роты в 291 солдата (позже — 350), ежегодно снабжаемые на сумму в 33 234,34 флорина. Организационно изенбургцы считались «нассаусцами», потому что герцогство Нассау в своём контингенте включало в состав отряды из небольших государств союза Гогенцоллерн-Зигмаринген, Гогенцоллерн-Хехинген, Лейен и Лихтенштейн).
В июле 1808 году по распределению Рейнского союза князья Изенбург должны были предоставить пехотный полк с двумя запасными ротами, а также артиллерийской и саперной ротами. Шесть месяцев спустя им пришлось выставить ещё один полк в 3032 человека. С 1809 по 1813 год военные расходы составили более 217 600 флоринов.
В марте 1809 года во Франкфурте коллегия князей обсуждала создание ещё одного полка, было согласовано выставление 2907 пехотинцев и 125 конных егерей (Изенбургу пришлось потратить 33 234 флорина, а также 9 378 флорина на первый полк). Нассау взял на себя часть обязательств мелких князей в обмен на возмещение расходов за «6 лет и 6 месяцев», лишь Изенбург и Гогенцоллерн-Хехинген предоставили собственных рекрутов; остальные солдаты были набраны из Нассау. Под командованием полковника фон Пёльница 1-й батальон сформировался из 1-го и 4-го батальонов герцогского Нассауский полка. 8 апреля 1809 года отряд двинулась из Висбадена на Войне пятой коалиции: после гарнизонной службы в Вене и Пассау он двинулись в покорённую французами Испанию, где 16 марта 1810 года прибыли в Барселону. В марте 1813 года 1-й эскадрон конных егерей был отправлен в Каталонию. Beide Regimenter gehörten zur Division Leval.
Лишь весной 1812 года была создана правовая основа обязательной военной службы:
- закон о воинском призыве (23 января),
- исключения для защиты экономики (8 февраля),
- указ о воинской повинности (2 марта).

В ноябре 1813 года Нассау и Изенбург разорвали союз с Францией и прекратили членство в Рейнском союзе. В результате 1-й пехотный полк и два эскадрона конных егерей были разоружены французами 22 декабря в Испании и взяты в плен. 30 апреля 1814 года солдаты были освобождены и отправились на родину. Ранее успевшие перейти на сторону англичан 13 солдат были отправлены из Таррагоны через Майорку в Палермо и 16 января 1814 года помещены в казармы Королевского немецкого легиона. В конце марта они прибыли в Ливорно и прошли через Италию и южную Германию к Узингену, куда прибыли 12 мая 1814 года.
2-й полк перешел на сторону Великобритании 10 декабря 1813 г. и был отправлен в Англию. Оттуда оно должно попасть в Голландию, но во время переправы произошло кораблекрушение у острова Тексель, из 200 человек на 2 потонувших кораблях выжили только трое офицеров, 26 рядовых и трое матросов.

#### 1814 - 1816
14 января 1814 года созданное союзниками генерал-губернаторство приказало великому герцогству Франкфурт и княжеству Изенбург создавать ландштурм., с начала года по начало марта вышли пять постановлений, которые регулировали формирование и внутренний распорядок.
Расформированное войско Изенбурга было реорганизованы и в качестве бригады 600 пехотинцев и контингент егерей-добровольцев из Оффенбаха, Бюдингена и Бирштайна с батальоном из города Франкфурта и двумя Вюрцбургскими батальонами перешло под управление союзников. 18 марта 1814 года они приняли участие в сражениях при Морманте и в кантоне Лимонест.
1 января 1814 г. в составе основной армии союзников под командованием графа Изенбурга-Бюдингена как австрийского полковника было подразделение под названием Изенбург.
После побега Наполеона с Эльбы в марте 1815 года солдаты Изенбурга под командованием русского генерала Людвига фон Вальмоден-Гимборна участвовали в битве при Зельце в Нижнем Эльзасе 26 июня и в осаде Страсбурга 5 июля.